# حشره‌خوار مشکین قرمز-خاکستری
حشره‌خوار مشکین قرمز-خاکستری (نام علمی: Crocidura cyanea) نام یک گونه از سرده حشره‌خوارهای دندان‌سفید است.